# ثوم دينسمور
ثوم دينسمور (باللاتينية: Allium dinsmorei) نوع نباتي عشبي يتبع جنس الثوم من الفصيلة الثومية. سمي تكريما لعالم النبات جون إدوارد دينسمور.

## الموئل والانتشار
موطنه في بلاد الشام.